# Temporada 2014 del Campeonato Mexicano de Rally
La temporada 2014 del Campeonato Mexicano de Rally contó con siete pruebas. Inició el 28 de marzo con el Rally Montañas y terminó el 4 de diciembre con el Rally Acapulco.

## Calendario
| N.º     | Fecha                 | Prueba                  | Otros | Más        |
| ------- | --------------------- | ----------------------- | ----- | ---------- |
| 1       | 28 - 29 de marzo      | Rally Montañas          |       | Resultados |
| 2       | 30 - 31 de mayo       | RAC 1000 Rally          |       | Resultados |
| 3       | 4 - 5 de julio        | Rally de las 24 Horas   |       | Resultados |
| 4       | 15 - 16 de agosto     | Rally de la Media Noche |       | Resultados |
| 5       | 19 - 20 de septiembre | Rally Patrio            |       | Resultados |
| 6       | 17 - 18 de octubre    | Rally Sierra Juárez     |       | Resultados |
| 7       | 4 - 5 de diciembre    | Rally Acapulco          |       | Resultados |
| Fuentes |                       |                         |       |            |

## Resultados

### Campeonato de Pilotos
| Pos. | Piloto | Club | RALLY | RALLY | RALLY | RALLY | RALLY | RALLY | RALLY | Puntos |
| ---- | ------ | ---- | ----- | ----- | ----- | ----- | ----- | ----- | ----- | ------ |
| 1    | Piloto | Club |       |       |       |       |       |       |       | 0      |
| 2    | Piloto | Club |       |       |       |       |       |       |       | 0      |
| 3    | Piloto | Club |       |       |       |       |       |       |       | 0      |
| 4    | Piloto | Club |       |       |       |       |       |       |       | 0      |
| 5    | Piloto | Club |       |       |       |       |       |       |       | 0      |
| 6    | Piloto | Club |       |       |       |       |       |       |       | 0      |
| 7    | Piloto | Club |       |       |       |       |       |       |       | 0      |
| 8    | Piloto | Club |       |       |       |       |       |       |       | 0      |

| Color  | Resultado                               | Color                                   | Resultado                               |
| ------ | --------------------------------------- | --------------------------------------- | --------------------------------------- |
| Oro    | Ganador                                 | Azul                                    | Finalizó la prueba                      |
| Plata  | 2.º lugar                               | Violeta                                 | No terminó (Ret)                        |
| Bronce | 3.er lugar                              | Negro                                   | Descalificado (Des)                     |
| Verde  | Entre los 10 prim.                      | Sin color                               | No participó                            |
| Blanco | Puntuó en otra prueba o categoría (Otr) | Puntuó en otra prueba o categoría (Otr) | Puntuó en otra prueba o categoría (Otr) |

### Campeonato de Navegantes
| Pos. | Navegante | Club | RALLY | RALLY | RALLY | RALLY | RALLY | RALLY | RALLY | Puntos |
| ---- | --------- | ---- | ----- | ----- | ----- | ----- | ----- | ----- | ----- | ------ |
| 1    | Navegante | Club |       |       |       |       |       |       |       | 0      |
| 2    | Navegante | Club |       |       |       |       |       |       |       | 0      |
| 3    | Navegante | Club |       |       |       |       |       |       |       | 0      |
| 4    | Navegante | Club |       |       |       |       |       |       |       | 0      |